# Miloš Vučević
Miloš Vučević (in serbo Милош Вучевић?; Novi Sad, 10 dicembre 1974) è un politico serbo, presidente del Partito Progressista Serbo. È stato primo ministro della Serbia dal 2 maggio 2024 al 16 aprile 2025, dimessosi il 28 gennaio 2025 in seguito alle proteste generatesi a causa della tragedia del crollo della pensilina della stazione di Novi Sad. In precedenza è stato vice primo ministro della Serbia e ministro della difesa dal 2022 al 2024, nonché anche sindaco di Novi Sad per due mandati consecutivi dal 2012 al 2022.

## Biografia
Vučević è nato il 10 dicembre 1974 a Novi Sad, SAP Vojvodina, SR Serbia, SFR Jugoslavia. Il padre, Zoran, morto nel 2021, era un avvocato e membro di alto rango dell'SRS, presidente dell'Assemblea cittadina di Novi Sad dal 2004 al 2007. Miloš Vučević è di origine paterna serba montenegrina; la sua famiglia proviene dal villaggio di Bezjovo, vicino a Podgorica, e appartiene alla tribù Kuči. Il suo bisnonno paterno morì combattendo nella prima guerra mondiale, mentre suo nonno paterno morì combattendo nella seconda guerra mondiale.
Ha terminato le scuole elementari a Novi Sad e il liceo a Bački Petrovac. Vučević si è laureato presso la Facoltà di Giurisprudenza dell'Università di Novi Sad nel 2002. Vučević ha esercitato la professione legale presso lo studio di diritto di famiglia fino al 2012.

## Carriera politica
Vučević ha iniziato la carriera politica come membro del Partito radicale serbo (SRS) di estrema destra, di cui suo padre era un membro di alto rango. Nel 2008 l'SRS si è scisso e Vučević si è unito al Partito Progressista Serbo (SNS) guidato da Tomislav Nikolić e Aleksandar Vučić. È diventato uno stretto collaboratore e confidente di Aleksandar Vučić e di suo fratello Andrej.

### Sindaco di Novi Sad (2012-2022)
Dopo le elezioni locali del 2012, Vučević è stato eletto sindaco di Novi Sad con una nuova maggioranza guidata dall'SNS, anche se l'SNS ha ottenuto solo il 16,44% del voto popolare. È stato membro del consiglio direttivo dell'Alleanza nazionale per lo sviluppo economico locale (NALED) dal 2015 al 2016 ed stato rieletto sindaco dopo le elezioni locali del 2016 e del 2020.
Nel novembre 2021 è stato eletto vicepresidente del partito all'assemblea del partito SNS.

## Posizioni politiche

### Politica estera
Vučević è favorevole all'adesione della Serbia all'Unione europea, sostenendo allo stesso tempo che la Serbia non può diventare suo membro "umiliandosi e vergognandosi, perché poi non sarà mai un buon membro dell'UE". Il 24 marzo 2019, Vučević ha dichiarato che il bombardamento della NATO sulla Jugoslavia è stato un crimine di guerra. Si oppone alle sanzioni alla Russia a causa dell'invasione dell'Ucraina del 2022.

### Questione del Kosovo
Vučević è contrario al riconoscimento dell'indipendenza del Kosovo, aggiungendo che il Kosovo è il "DNA che forma lo Stato del nostro popolo e del nostro Paese".